# Marolles-en-Beauce
Pour les articles homonymes, voir Marolles.
Ne doit pas être confondu avec Marolles-en-Hurepoix.
Marolles-en-Beauce (prononcé [maʁɔl ɑ̃ bos] ) est une commune française située à cinquante-cinq kilomètres au sud-ouest de Paris dans le département de l'Essonne en région Île-de-France.
Ses habitants sont appelés les Marollais.

## Géographie

### Situation

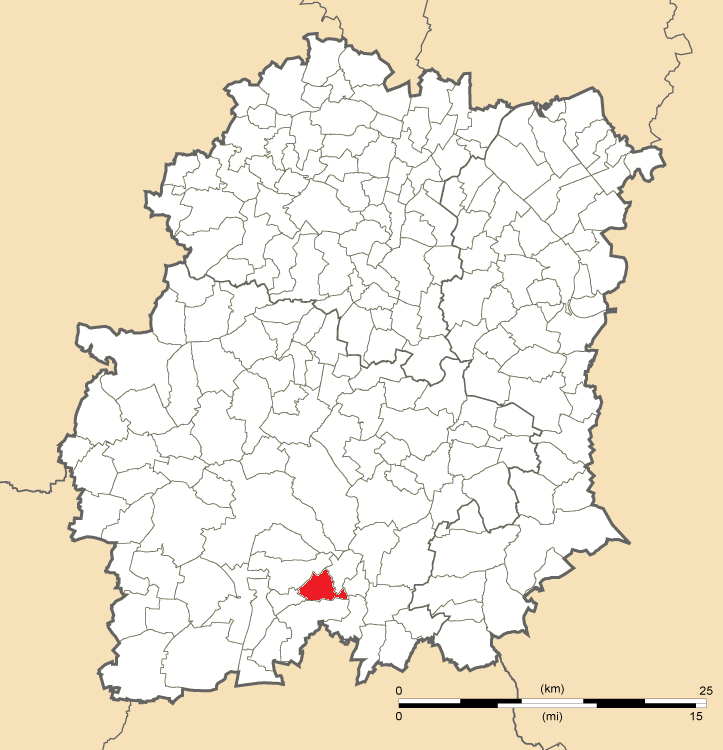
Position de Marolles-en-Beauce en Essonne.

Situé sur la plaine de Beauce, le territoire de la commune est essentiellement rural.
Marolles-en-Beauce est située à cinquante-cinq kilomètres au sud-ouest de Paris-Notre-Dame, point zéro des routes de France, trente-quatre kilomètres au sud-ouest d'Évry, sept kilomètres au sud-est d'Étampes, dix-sept kilomètres au sud-ouest de La Ferté-Alais, vingt kilomètres au sud-ouest de Milly-la-Forêt, vingt-deux kilomètres au sud-est de Dourdan, vingt-quatre kilomètres au sud-ouest d'Arpajon, trente kilomètres au sud-ouest de Montlhéry, trente-trois kilomètres au sud-ouest de Corbeil-Essonnes, trente-huit kilomètres au sud-ouest de Palaiseau.

### Communes limitrophes
|                     |                      | La Forêt-Sainte-Croix |
| Boissy-la-Rivière   | Marolles-en-Beauce   | Bois-Herpin           |
| Fontaine-la-Rivière | Abbéville-la-Rivière |                       |

### Lieux-dits et écarts
La commune compte 39 lieux-dits administratifs répertoriés consultables ici.

### Hydrographie
Il n'existe aucun réseau hydrographique de surface.
Comme dans beaucoup de villages de Beauce, une mare y est conservée en état.

### Climat
Pour des articles plus généraux, voir Climat de l'Île-de-France et Climat de l'Essonne.
En 2010, le climat de la commune est de type climat océanique dégradé des plaines du Centre et du Nord, selon une étude du CNRS s'appuyant sur une série de données couvrant la période 1971-2000. En 2020, Météo-France publie une typologie des climats de la France métropolitaine dans laquelle la commune est exposée à un climat océanique altéré et est dans la région climatique Sud-ouest du bassin Parisien, caractérisée par une faible pluviométrie, notamment au printemps (120 à 150 mm) et un hiver froid (3,5 °C). 
Pour la période 1971-2000, la température annuelle moyenne est de 10,8 °C, avec une amplitude thermique annuelle de 15,2 °C. Le cumul annuel moyen de précipitations est de 655 mm, avec 10,5 jours de précipitations en janvier et 7,6 jours en juillet. Pour la période 1991-2020, la température moyenne annuelle observée sur la station météorologique la plus proche, située sur la commune de Boigneville à 13 km à vol d'oiseau, est de 11,5 °C et le cumul annuel moyen de précipitations est de 615,6 mm,. Pour l'avenir, les paramètres climatiques de la commune estimés pour 2050 selon différents scénarios d'émission de gaz à effet de serre sont consultables sur un site dédié publié par Météo-France en novembre 2022.

## Urbanisme

### Typologie
Au 1er janvier 2024, Marolles-en-Beauce est catégorisée commune rurale à habitat dispersé, selon la nouvelle grille communale de densité à sept niveaux définie par l'Insee en 2022.
Elle est située hors unité urbaine. Par ailleurs la commune fait partie de l'aire d'attraction de Paris, dont elle est une commune de la couronne,. Cette aire regroupe 1 929 communes,.

### Occupation des solssimplifiée
Le territoire de la commune se compose en 2017 de 97,11 % d'espaces agricoles, forestiers et naturels, 0,91 % d'espaces ouverts artificialisés et 1,98 % d'espaces construits artificialisés.

## Toponymie
Le nom de la localité est attesté sous la forme latinisée de Mairoliis en 1135. La commune fut créée en 1793 avec le simple nom de Marolles, la mention de la région de la Beauce fut ajoutée en 1883.
Il peut s'agir du type toponymique gaulois Maro-ialon signifiant « grande clairière » ou « grand bourg », cependant, l'évolution régulière aurait dû se faire en Mareuil, Mareil ou Marœuil en langue d'oïl,. De sorte qu'il est préférable d'y voir un toponyme bas latin Materiola, diminutif de materia « bois (de construction) » qui explique également Marolles-sous-Lignières (Aube, Matriole 1132), Marolles-sur-Seine (Seine-et-Marne, Madriolas vers 576).

## Politique et administration

### Rattachements administratifs et électoraux
Antérieurement à la loi du 10 juillet 1964, la commune faisait partie du département de Seine-et-Oise. La réorganisation de la région parisienne en 1964 fit que la commune appartient désormais au département de l'Essonne et à son arrondissement d'Étampes , après un transfert administratif effectif au 1er janvier 1968. Pour l'élection des députés, elle fait partie de la deuxième circonscription de l'Essonne.
Elle faisait partie depuis 1801  du canton de Méréville. Dans le cadre du redécoupage cantonal de 2014 en France, elle intègre le canton d'Étampes.

### Intercommunalité
La commune fait partie de la communauté de communes de l'Étampois Sud-Essonne, créée en 2009 et qui succédait à la communauté de communes de l’Étampois, elle-même créée en 2003.
Cette intercommunalité s'est transformée en communauté d'agglomération sous le nom de communauté d'agglomération de l'Étampois Sud-Essonne le 1er janvier 2016.

### Tendances et résultats politiques
Élections présidentielles
Résultats des deuxièmes tours :
- Élection présidentielle de 2002 : 77,00 % pour Jacques Chirac (RPR), 23,00 % pour Jean-Marie Le Pen (FN), 81,20 % de participation[32].
- Élection présidentielle de 2007 : 68,00 % pour Nicolas Sarkozy (UMP), 32,00 % pour Ségolène Royal (PS), 87,07 % de participation[33].
- Élection présidentielle de 2012 : 60,77 % pour Nicolas Sarkozy (UMP), 39,23 % pour François Hollande (PS), 88,13 % de participation[34].

Élections législatives
Résultats des deuxièmes tours :
- Élections législatives de 2002 : 83,70 % pour Franck Marlin (UMP), 16,30 % pour Gérard Lefranc (PCF), 71,43 % de participation[35].
- Élections législatives de 2007 : 76,70 % pour Franck Marlin (UMP) élu au premier tour, 5,83 % pour Laurence Auffret Deme (PCF) et Michelle Sakoschek (FN), 71,92 % de participation[36].
- Élections législatives de 2012 : 72,48 % pour Franck Marlin (UMP), 27,52 % pour Béatrice Pèrié (PS), 71,25 % de participation[37].

Élections européennes
Résultats des deux meilleurs scores :
- Élections européennes de 2004 : 23,44 % pour Patrick Gaubert (UMP), 21,88 % pour Marine Le Pen (FN), 46,85 % de participation[38].
- Élections européennes de 2009 : 30,00 % pour Michel Barnier (UMP), 13,75 % pour Marielle de Sarnez (MoDem), 52,90 % de participation[39].

Élections régionales
Résultats des deux meilleurs scores :
- Élections régionales de 2004 : 49,00 % pour Jean-François Copé (UMP), 27,00 % pour Marine Le Pen (FN), 71,33 % de participation[40].
- Élections régionales de 2010 : 57,95 % pour Valérie Pécresse (UMP), 42,05 % pour Jean-Paul Huchon (PS), 55,49 % de participation[41].

Élections cantonales et départementales
Résultats des deuxièmes tours :
- Élections cantonales de 2004 : 78,35 % pour Franck Marlin (UMP), 21,65 % pour Patrice Chauveau (PCF), 71,33 % de participation[42].
- Élections cantonales de 2011 : 53,33 % pour Guy Crosnier (UMP), 46,67 % pour Jacques Met (FN), 65,75 % de participation[43].

Élections municipales
Résultats des deuxièmes tours :
- Élections municipales de 2001 : données manquantes.
- Élections municipales de 2008 : 92 voix pour Gérard François (?), 92 voix pour Jean Merlet (?), 81,46 % de participation[44].

Référendums
- Référendum de 2000 relatif au quinquennat présidentiel : 62,00 % pour le Oui, 38,00 % pour le Non, 43,17 % de participation[45].
- Référendum de 2005 relatif au traité établissant une Constitution pour l'Europe : 62,62 % pour le Non, 37,38 % pour le Oui, 82,96 % de participation[46].

### Politique locale
À la suite de la démission de conseillers municipaux, des élections municipales partielles sont organisées en février 2018.

### Liste des maires
| Période                                  | Période  | Identité          | Étiquette | Qualité     |
| ---------------------------------------- | -------- | ----------------- | --------- | ----------- |
| Les données manquantes sont à compléter. |          |                   |           |             |
| mai 1925                                 | ?        | Eusèbe Dufayet    |           |             |
| Les données manquantes sont à compléter. |          |                   |           |             |
| avant 1995                               | ?        | Roger Perdrigeon  | DVD       |             |
| 2001                                     | 2014     | Jean-Pierre Pesou | DVD       | Agriculteur |
| 2014                                     | En cours | Henri Sergent     |           |             |

## Population et société

### Démographie

#### Évolution démographique
L'évolution du nombre d'habitants est connue à travers les recensements de la population effectués dans la commune depuis 1793. Pour les communes de moins de 10 000 habitants, une enquête de recensement portant sur toute la population est réalisée tous les cinq ans, les populations de référence des années intermédiaires étant quant à elles estimées par interpolation ou extrapolation. Pour la commune, le premier recensement exhaustif entrant dans le cadre du nouveau dispositif a été réalisé en 2007.

En 2022, la commune comptait 238 habitants, en évolution de +5,31 % par rapport à 2016 (Essonne : +2,89 %, France hors Mayotte : +2,11 %).
| 1793 | 1800 | 1806 | 1821 | 1831 | 1836 | 1841 | 1846 | 1851 |
| ---- | ---- | ---- | ---- | ---- | ---- | ---- | ---- | ---- |
| 211  | 262  | 229  | 260  | 234  | 264  | 261  | 273  | 280  |

| 1856 | 1861 | 1866 | 1872 | 1876 | 1881 | 1886 | 1891 | 1896 |
| ---- | ---- | ---- | ---- | ---- | ---- | ---- | ---- | ---- |
| 287  | 252  | 236  | 220  | 199  | 216  | 207  | 191  | 193  |

| 1901 | 1906 | 1911 | 1921 | 1926 | 1931 | 1936 | 1946 | 1954 |
| ---- | ---- | ---- | ---- | ---- | ---- | ---- | ---- | ---- |
| 164  | 157  | 147  | 158  | 150  | 157  | 142  | 142  | 140  |

| 1962 | 1968 | 1975 | 1982 | 1990 | 1999 | 2006 | 2007 | 2012 |
| ---- | ---- | ---- | ---- | ---- | ---- | ---- | ---- | ---- |
| 140  | 106  | 102  | 117  | 160  | 190  | 210  | 213  | 205  |

| 2017 | 2022 | - | - | - | - | - | - | - |
| ---- | ---- | - | - | - | - | - | - | - |
| 233  | 238  | - | - | - | - | - | - | - |

#### Pyramide des âges
En 2018, le taux de personnes d'un âge inférieur à 30 ans s'élève à 36,9 %, soit en dessous de la moyenne départementale (39,9 %). À l'inverse, le taux de personnes d'âge supérieur à 60 ans est de 22,8 % la même année, alors qu'il est de 20,1 % au niveau départemental.
En 2018, la commune comptait 119 hommes pour 116 femmes, soit un taux de 50,64 % d'hommes, légèrement supérieur au taux départemental (48,98 %).
Les pyramides des âges de la commune et du département s'établissent comme suit.
| Hommes | Classe d’âge | Femmes |
| ------ | ------------ | ------ |
| 0,0    | 90 ou +      | 0,9    |
| 8,5    | 75-89 ans    | 7,0    |
| 14,4   | 60-74 ans    | 14,8   |
| 22,9   | 45-59 ans    | 22,6   |
| 16,1   | 30-44 ans    | 19,1   |
| 20,3   | 15-29 ans    | 14,8   |
| 17,8   | 0-14 ans     | 20,9   |

| Hommes | Classe d’âge | Femmes |
| ------ | ------------ | ------ |
| 0,5    | 90 ou +      | 1,4    |
| 5,4    | 75-89 ans    | 7,2    |
| 12,9   | 60-74 ans    | 13,9   |
| 20     | 45-59 ans    | 19,4   |
| 19,9   | 30-44 ans    | 20,1   |
| 20     | 15-29 ans    | 18,2   |
| 21,3   | 0-14 ans     | 19,8   |

### Enseignement
Les élèves de Marolles-en-Beauce sont rattachés à l'académie de Versailles.
En 2010, la commune dispose d'une école élémentaire publique.

### Lieux de culte
La paroisse catholique de Marolles-en-Beauce est rattachée au secteur pastoral de Saint-Michel-de-Beauce-Étampes et au diocèse d'Évry-Corbeil-Essonnes.

### Médias
L'hebdomadaire Le Républicain relate les informations locales. La commune est également dans le bassin d'émission des chaînes de télévision France 3 Paris Île-de-France Centre, IDF1 et Téléssonne intégré à Télif.

## Économie
- Exploitations agricoles.

### Emplois, revenus et niveau de vie
En 2006, le revenu fiscal médian par ménage était de 22 944 €, ce qui plaçait la commune au 963e rang parmi les 30 687 communes de plus de cinquante ménages que compte le pays et au quatre-vingt huitième rang départemental.
| Répartition des emplois par catégories socioprofessionnelles en 2006. |              |                                           |                                                   |                            |                          |                           |
|                                                                       | Agriculteurs | Artisans, commerçants, chefs d’entreprise | Cadres et professions intellectuelles supérieures | Professions intermédiaires | Employés                 | Ouvriers                  |
| Marolles-en-Beauce                                                    | -            | -                                         | -                                                 | -                          | -                        | -                         |
| Zone d’emploi d’Étampes                                               | 1,8 %        | 6,2 %                                     | 15,1 %                                            | 24,9 %                     | 27,2 %                   | 24,8 %                    |
| Moyenne nationale                                                     | 2,2 %        | 6,0 %                                     | 15,4 %                                            | 24,6 %                     | 28,7 %                   | 23,2 %                    |
| Répartition des emplois par secteurs d’activités en 2006.             |              |                                           |                                                   |                            |                          |                           |
|                                                                       | Agriculture  | Industrie                                 | Construction                                      | Commerce                   | Services aux entreprises | Services aux particuliers |
| Marolles-en-Beauce                                                    | -            | -                                         | -                                                 | -                          | -                        | -                         |
| Zone d’emploi d’Étampes                                               | 2,9 %        | 16,1 %                                    | 6,7 %                                             | 14,8 %                     | 9,2 %                    | 5,8 %                     |
| Moyenne nationale                                                     | 3,5 %        | 15,2 %                                    | 6,4 %                                             | 13,3 %                     | 13,3 %                   | 7,6 %                     |
| Sources : Insee,.                                                     |              |                                           |                                                   |                            |                          |                           |

## Culture locale et patrimoine

### Patrimoine environnemental
Les boisés répartis sur le territoire ont été recensés au titre des espaces naturels sensibles par le conseil départemental de l'Essonne.

### Lieux et monuments

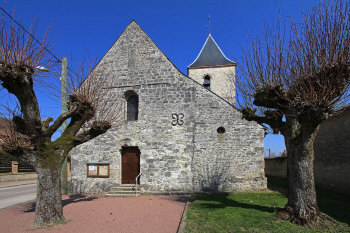
L'église Saint-Nicaise-et-Saint-Sébastien.

- Église Saint-Nicaise-et-Saint-Sébastien[61].